# Gastoúri
Gastoúri (grec moderne : Γαστούρι) est une localité située dans le dème de Corfou-Centre et des îles Diapontiques, dans le district régional de Corfou, dans la périphérie des Îles Ioniennes, en Grèce.
Selon le recensement de 2021, elle compte 575 habitants.

## Généralités
Gastouri est situé sur les pentes du mont Ágioi Déka, à une altitude de 120 mètres. Il est mentionné pour la première fois dans des documents de 1474 et son nom est attribué à l'existence d'ateliers de fabrication d'ustensiles de cuisine en argile (gastro). En raison de sa situation et de son climat, c'est une destination de vacances pour les familles aisées de Corfou, dont beaucoup ont construit leurs maisons de vacances à Gastoúri et dans le district de Pachátika. En effet, à la fin du XIXe siècle, l'impératrice d'Autriche, Élisabeth de Wittelsbach, construit sa villa de vacances - appelée Achilleion - à Gastoúri,. En même temps, le village est le lieu de naissance du peintre du XIXe siècle Charálambos Pachís. Pendant la Première Guerre mondiale, divers services des troupes françaises et serbes ont opéré à Gastouri.

## Démographie
| Recensement | 1928 | 1940 | 1951 | 1961 | 1971 | 1981 | 1991 | 2001 | 2011 |
| ----------- | ---- | ---- | ---- | ---- | ---- | ---- | ---- | ---- | ---- |
| Population  | 1120 | 1120 | 1021 | 1115 | 650  | 537  | 533  | 953  | 679  |